# مدرسه کاسه‌گران
مدرسه کاسه‌گران مربوط به دوره صفوی است و در عصر شاه سلیمان صفوی احداث شده. این مدرسه در اصفهان، سبزه میدان، بازار ریسمان واقع شده و در تاریخ ۳۰ خرداد ۱۳۵۸ با شمارهٔ ثبت ۳۸۶ به‌عنوان یکی از آثار ملی ایران به ثبت رسیده است.پلان این مدرسه 4 ایوانی و بانی آن حکیم الملک اردستانی میباشد.همچنین معمار آن محمد مومن اسلامی بوده و عمده گچ کاری و نقاشی های این بنا نیز توسط جعفر بن عبدالله به انجام رسیده است. 